# Pseudophysocephala
Pseudophysocephala är ett släkte av tvåvingar. Pseudophysocephala ingår i familjen stekelflugor.

## Dottertaxa tillPseudophysocephala, i alfabetisk ordning[1]
- Pseudophysocephala abnorma
- Pseudophysocephala afenestralis
- Pseudophysocephala alinea
- Pseudophysocephala annulipes
- Pseudophysocephala barbata
- Pseudophysocephala basilewskyi
- Pseudophysocephala brevipetiolata
- Pseudophysocephala brevivertex
- Pseudophysocephala caenoneura
- Pseudophysocephala caenostylata
- Pseudophysocephala capensis
- Pseudophysocephala constricta
- Pseudophysocephala discalis
- Pseudophysocephala fenestralis
- Pseudophysocephala hirta
- Pseudophysocephala intermedia
- Pseudophysocephala meii
- Pseudophysocephala microvena
- Pseudophysocephala nigrita
- Pseudophysocephala nigritarsis
- Pseudophysocephala pilitarsis
- Pseudophysocephala platycephala
- Pseudophysocephala pseudomicrovena
- Pseudophysocephala pubescens
- Pseudophysocephala rufa
- Pseudophysocephala rufitarsis
- Pseudophysocephala spinipes
- Pseudophysocephala stylata
- Pseudophysocephala tetratarsata
- Pseudophysocephala ugandae
- Pseudophysocephala vitripennis